# Heliotropium gypsaceum
Heliotropium gypsaceum är en strävbladig växtart som beskrevs av Karl Heinz Rechinger och H. Riedl. Heliotropium gypsaceum ingår i Heliotropsläktet som ingår i familjen strävbladiga växter. Inga underarter finns listade i Catalogue of Life.